# Mladovožická pahorkatina
Mladovožická pahorkatina je geomorfologický podcelek v celku Vlašimská pahorkatina, který je součástí podsoustavy Středočeská pahorkatina. Nejvyšším bodem pahorkatiny je Velký Blaník (638 m n. m.). Nejnižší místo u Sázavy dosahuje 295 m n. m. Území o rozloze 739 km2 se rozprostírá podél dolního toku Blanice, od Sudoměřic u Tábora na jihu až k Sázavě na severu. Ve středu oblasti se nachází město Vlašim. Osu podcelku, jehož podloží budují horniny moldanubika (pararuly, ortoruly a migmatity), vytváří blanická brázda. V Mladovožické pahorkatině se nachází CHKO Blaník.

## Členění na okrsky
- Jankovská pahorkatina
- Blanická brázda
- Kácovská pahorkatina
- Načeradská pahorkatina

## Charakteristika okrsků

### Jankovská pahorkatina
Jankovská pahorkatina se nachází v jihozápadní části podcelku. Severojižně orientovaný okrsek kopíruje úpatí zlomového svahu na okraji výše položené Votické vrchoviny. Zvlněný terén pahorkatiny zaujímá výšku okolo 500 m n. m. Široká údolí se zde střídají nejen s plošinami holoroviny a pedimenty, ale také s výraznějšími prvky reliéfu, jako jsou krátké strukturní hřbety, suky a odlehlíky.
Jankovská pahorkatina je dále členěna na podokrsky:
- Popovická pahorkatina (kóta 586,5 m n. m.)
- Jiřetická pahorkatina (kóta 575 m n. m.)
- Chotovinská pahorkatina (Chocholouš 623,3)

### Blanická brázda
Blanická brázda se rozprostírá podél toku Blanice, přibližně mezi Mladou Vožicí a Vlašimí. Okrsek odpovídá poloze geologické jednotky blanická brázda, která představuje výrazný zlomový systém pokračující přes jižní Čechy až do Rakouska. Průběh blanické brázdy doprovází zrudnění. Bylo zde dobýváno například zlato (PP Roudný) či stříbro (u Ratibořských hor).
Blanická brázda se dále člení na podokrsky:
- Velišská pahorkatina (Hříva 519,2 m n. m.)
- Šebířovská pahorkatina (kóta 510 m n. m.)

### Kácovská pahorkatina
Kácovská pahorkatina, nacházející se v severní části Mladovožické pahorkatiny, má obdobný charakter jako okrsek Blanická brázda. Územím protéká Blanice, Sázava a jejich přítoky, takže se zde výrazně uplatňuje fluviální eroze. Meandry Sázavy jsou dokonale zaklesnuty. V údolí řeky se nacházejí pedimenty a místy i akumulační říční terasy.
Kácovská pahorkatina je dále členěna na podokrsky:
- Ratajská pahorkatina (Klásek 502,8 m n. m.)
- Libežská vrchovina (Kostelík 534 m n. m.)
- Kondracká pahorkatina (Na dílech 534,9 m n. m.)
- Sedmpanská pahorkatina (kóta 454,3 m n. m.)

### Načeradská pahorkatina
Načeradská pahorkatina, zahrnující hrásť Malého a Velkého Blaníku, představuje nejvyšší část Mladovožické pahorkatiny. Na jihovýchodě je omezena zlomovým svahem, Načeradským srázem. V okrsku se nachází četné kryogenní tvary.
Načeradská pahorkatina se dále člení na podokrsky:
- Keblovská pahorkatina (Javornická hůra 583,1 m n. m.)
- Louňovická vrchovina (Velký Blaník 634,8 m n. m.)
- Bělečská pahorkatina (Pravětický vrch 597,9 m n. m.)